# Агафонас Іаковідіс
Агафо́нас Іакові́діс (грец. Αγάθωνας Ιακωβίδης, 2 січня 1955 — 5 серпня 2020) — грецький музикант ребетіко, співак.

## Біографічні відомості
Агафонас Іаковідіс народився 1955 року в Евангелісмос, що в номі Салоніки, в родині переселенців з Малої Азії. Самотужки освоїв майже усі струнні інструменти, що використовуються в жанрі ребетіко: бузукі, баглама, гітара, уд, тзура, мандола та мандоліна. Професійно виступати розпочав 1973 року в Салоніках. Серед записів Іаковідіса багато рідкісних пісень ребетіко. Більшість з них транслювалися в ефірі радіо-програм в Салоніках (A 103,904). 1977 року Агафонас Іаковідіс заснував Салонікське товариство ребетіко, із яким випустив дві платівки та гастролював містами Греції.
1981 року переїхав до Афін, де спрівпрацював із Костасом Пападопулосом, Йоргосом Коросом, Василісом Сукасом, Лазаросом Кулаксізісом, Нікосом Філіппосом, Нікосом Хатзопулосом та іншими музикантами. Багато виступав із концертами в Греції, а також на персональне запрошення майже в усіх країнах Західної Європи та Америки. Однак 1987 року Агафонас Іаковідіс повернувся до Салонік. Одружений, має сина. Донині популяризує музику ребетіко, створює записи як найбільш популярних, так і забутих або маловідомих пісень цього жанру.
2013 року разом з гуртом «Koza Mostra» представляв Грецію на Євробаченні 2013 з піснею «Alcohol Is Free», де у фіналі конкурсу посів 6-те місце.

## Дискографія
- 1982: Ρεμπέτικο Συγκρότημα Θεσσαλονίκης (присвячено Костасу Скарвелісу)
- 1983: Ρεμπέτικο Συγκρότημα Θεσσαλονίκης Νο 2 (присвячено Стеллакісу Перпініадісу)
- 1985: Κάθε βραδάκι μια φωτιά
- 1989: Με στόχο την καρδούλα σου: νέα ρεμπέτικα με τον Αγάθωνα και την Κατερίνα Ξηρού / Βασίλης Νούσιας
- 1994: Τα μπελεντέρια: σπάνια ρεμπέτικα σε νέα ηχογράφηση
- 1996: Του τεκέ και της ταβέρνας
- 1998: Αγάθωνας: την είδα απόψε λαϊκά / συμμετέχει η Γλυκερία
- 1999: Ρεμπέτικα ντουέτα: Γκολές-Αγάθωνας, 18 σπάνια ρεμπέτικα
- 2000: Κώστας Σκαρβέλης: από την Πόλη στον Πειραιά
- 2001: Τα ρεμπέτικα της εργατιάς: Αγάθωνας- Γκολές
- 2002: Δημώδη Άσματα